# Let Them Talk
Let Them Talk es el álbum debut del actor, escritor, músico y cantante inglés Hugh Laurie.
El álbum, que consiste en canciones de blues clásicas, fue lanzado el 9 de mayo de 2011. Algunas de las canciones tienen colaboraciones de conocidos artistas como Tom Jones, Irma Thomas y Dr. John. Laurie toca el piano y la guitarra en el álbum además de ser la voz principal. Junto a él, Kevin Breit toca la guitarra y Vincent Henry toca el saxofón. El disco fue producido por Joe Henry y tiene arreglos de trompa por Allen Toussaint.
Laurie estrenó algunas de las canciones en un club de Nueva Orleans en marzo de 2011. En el Reino Unido, se presentó en el Union Chapel en Londres, en el Festival de Jazz de Cheltenham, en el Warwick Arts Centre en Coventry, y en el Royal Northern College of Music de Manchester. Laurie también hizo apariciones televisivas, en los programas de la BBC2 The Graham Norton Show y Later... with Jools Holland, y fue entrevistado por Chris Evans Breakfast Show de la BBC Radio 2.

## Lista de canciones
| N.º | Título                                                               | Duración |  |
| 1.  | «St. James Infirmary»                                                | 6:25     |  |
| 2.  | «You Don't Know My Mind»                                             | 3:39     |  |
| 3.  | «Six Cold Feet»                                                      | 4:55     |  |
| 4.  | «Buddy Bolden's Blues»                                               | 3:12     |  |
| 5.  | «Battle of Jericho»                                                  | 3:47     |  |
| 6.  | «After You've Gone» (featuring Dr. John)                             | 4:09     |  |
| 7.  | «Swanee River»                                                       | 2:43     |  |
| 8.  | «The Whale Has Swallowed Me»                                         | 3:37     |  |
| 9.  | «John Henry» (featuring Irma Thomas)                                 | 3:34     |  |
| 10. | «Police Dog Blues»                                                   | 3:33     |  |
| 11. | «Tipitina»                                                           | 5:06     |  |
| 12. | «Winin' Boy Blues»                                                   | 2:59     |  |
| 13. | «They're Red Hot»                                                    | 1:11     |  |
| 14. | «Baby, Please Make a Change» (featuring Sir Tom Jones & Irma Thomas) | 4:57     |  |
| 15. | «Let Them Talk»                                                      | 4:10     |  |

Canciones de la Edición Especial (Special Edition)
| N.º | Título                      | Duración |  |
| 16. | «Guess I'm A Fool»          | 3:09     |  |
| 17. | «It Ain't Necessarily So»   | 3:46     |  |
| 18. | «Lowdown, Worried and Blue» | 4:14     |  |